# Bernardino Lonati
Bernardino Lonati (citato anche come Lunati, Lunate o da Lunà) (Pavia, 1451 o 1452 – Roma, 7 agosto 1497) è stato un cardinale italiano.

## Biografia

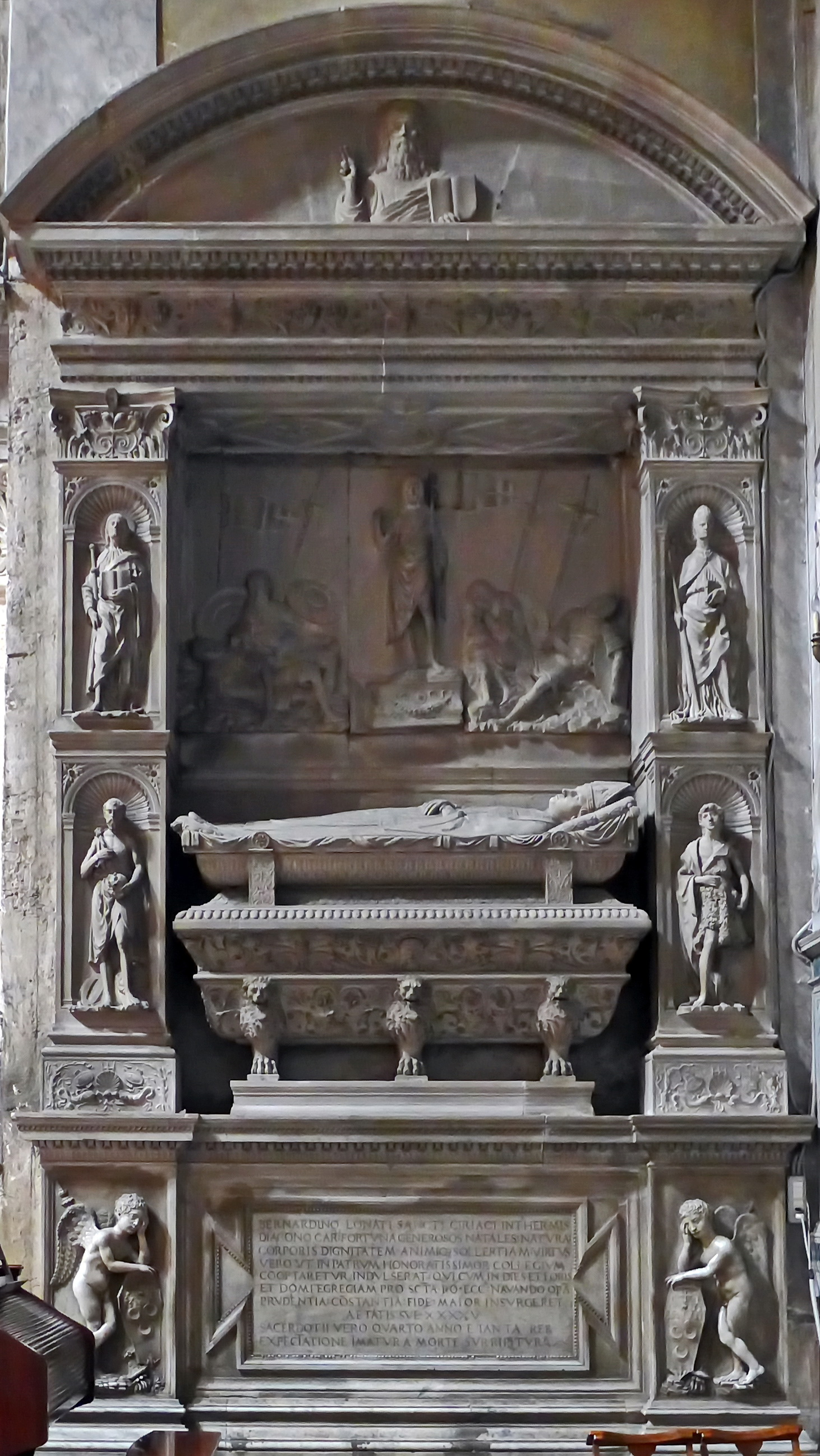
Monumento funebre del cardinale Bernardino Lonati, Basilica di Santa Maria del Popolo, Roma

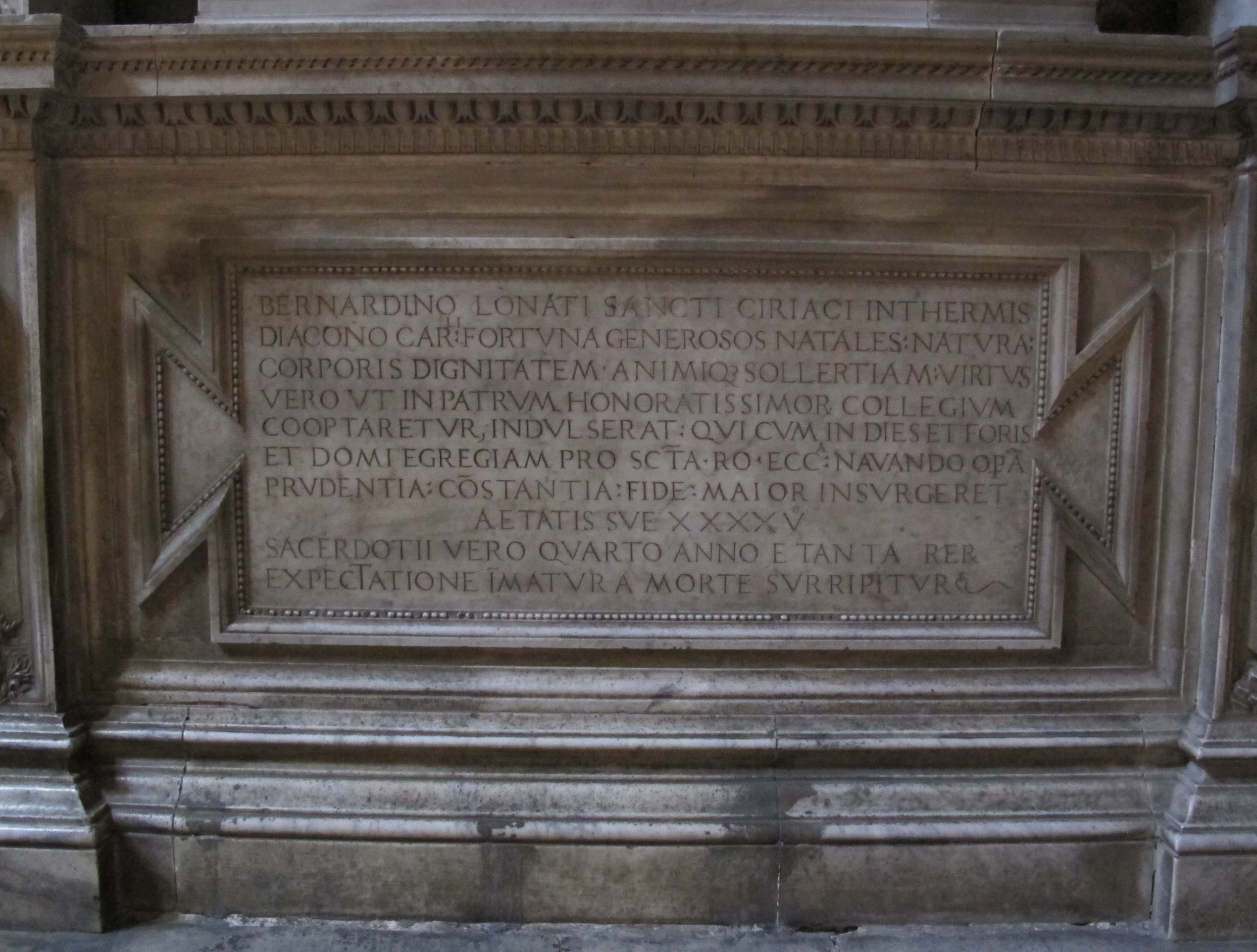
Iscrizione funebre

Figlio di Filippina Beccaria e di Antonio, miles auratus, piccolo nobile che aveva parteggiato e combattuto per Francesco I Sforza durante la lotta per la successione al Ducato di Milano.
Fu creato cardinale su richiesta del cardinale Ascanio Sforza il 20 settembre 1493; ricevette la berretta cardinalizia tre giorni dopo con il titolo di San Ciriaco alle Terme Diocleziane, allo stesso tempo fu ordinato sacerdote. Uomo di fiducia del cardinale Sforza, fu uno dei suoi principali sostenitori nell'acceso confronto tra il cardinale ed il papa. Presentatosi al Palazzo Apostolico il 9 dicembre 1494, vi fu trattenuto contro la sua volontà; partecipò al concistoro che si svolse due giorni più tardi e successivamente fu trasferito a Ostia. Al suo ritorno a Roma, il cardinal Lonati fece parte del corteo del re Carlo VIII di Francia quando questl fece il suo ingresso nella città eterna il 31 dicembre 1494. Dopo la firma dell'accordo tra il papa ed il re francese, avvenuto il 15 gennaio 1495, il cardinal Lonati con il cardinal Sforza lasciò Roma per tornare a Milano, dove entrambi rimasero fino al 21 febbraio. Il 27 maggio accompagnò il papa nella sua visita ad Orvieto e ritornò con lui a Roma il 27 giugno successivo.
Il 10 luglio 1495 fu nominato amministratore apostolico della diocesi di Aquino e mantenne la carica fino al 13 novembre dello stesso anno.
Colpito da forti febbri, spirò a Roma il 7 agosto 1497. Il cardinale Ascanio Sforza si assunse sia le spese per i funerali che quelle per la realizzazione del monumento funebre.